# Aislingen
Aislingen ist ein Markt im schwäbischen Landkreis Dillingen an der Donau. Sie ist Mitglied der Verwaltungsgemeinschaft Holzheim.

## Geographie
Am Austritt des Aislinger Baches aus der Iller-Lech-Platte, Teil der Donau-Iller-Lech-Platte, breitet sich der Markt Aislingen aus. Die Stadt Lauingen liegt in sieben Kilometer Entfernung.
Die Gemeinde hat vier Gemeindeteile (in Klammern ist der Siedlungstyp angegeben):
- Aislingen (Hauptort)
- Baumgarten (Kirchdorf)
- Rieder (Dorf)
- Windhausen (Dorf)

Die vier Orte bilden zugleich die vier Gemarkungen, die es auf dem Gemeindegebiet gibt.

## Geschichte

### Bis zur Gemeindegründung
Funde belegen eine vorgeschichtliche Besiedlung.
Auf den südlichen Höhen befand sich ein römisches Erdkastell, unter dem Kaiser Tiberius errichtet, das etwa 68/69 n. Chr. zerstört wurde. In der Nähe wurde 1989/90 ein römisches Lagerdorf ergraben. An der heutigen westlichen Flurgrenze verlief auf rund drei Kilometer eine römische Straße, die bei Haldenwang von der römischen Straße Augsburg/Oberhausen-Günzburg abzweigte und nach Faimingen führte.
Eine Doppelschanzenanlage auf dem Sebastiansberg stammt vermutlich aus der ersten Hälfte des 10. Jahrhunderts. Reihengräberfunde sprechen dafür, dass Aislingen wohl eine alemannische Gründung ist. Die erste urkundliche Nennung als „Eigislinga“ ist für 1063 überliefert.
Aislingen war der Sitz einer adeligen Herrschaftsfamilie, die sich nach dem Ort als Herren von Aislingen bezeichnete. Die Herrschaft Aislingen kam an die Markgrafen von Burgau und schließlich von 1291 bis 1489 an die Grafen von Werdenberg. Wann der Ort zum Markt erhoben wurde, ist nicht nachweisbar. In Aislingen waren auch die Herren von Westernach und die Herren von Eggenthal begütert. Sitz der Herrschaft war ein Schloss, das 1860 abgebrochen wurde. 1489 verkauften die Grafen von Werdenberg ihre Güter in Aislingen an das Hochstift Augsburg, das ein Pflegamt in Aislingen errichtete. Seit dem Reichsdeputationshauptschluss von 1803 gehört der Ort zu Bayern und wurde dem neugebildeten Landgericht Dillingen zugeteilt.

### Eingemeindungen
Im Zuge der Gebietsreform in Bayern wurde am 1. Mai 1978 die Gemeinde Baumgarten eingegliedert.

### Einwohnerentwicklung
| Jahr      | 1961 | 1970 | 1987 | 1991 | 1995 | 2000 | 2005 | 2010 | 2015 |
| Einwohner | 1324 | 1323 | 1395 | 1348 | 1384 | 1374 | 1407 | 1352 | 1307 |

Zwischen 1988 und 2018 sank die Einwohnerzahl von 1368 auf 1299 um −69 Einwohner bzw. um −5 %.

### Religionen
Aislingen ist Sitz einer alten Pfarrei mit dem Patrozinium St. Georg. Heute gehört zur Pfarrei Baumgarten, Rieder und Windhausen. Die heutige Pfarrkirche St. Georg wurde im Kern in der zweiten Hälfte des 15. Jahrhunderts errichtet. Balthasar Suiter baute von 1736 bis 1738 den Chor und das Langhaus um.

## Politik

### Marktgemeinderat
Der Marktgemeinderat hat zwölf Mitglieder. Seit der Kommunalwahl 2020 verteilen sich die Sitze wie folgt:
| Parteien und Wählergemeinschaften        | 2020  | 2020  | 2014  | 2014  |
| Parteien und Wählergemeinschaften        | %     | Sitze | %     | Sitze |
| ---------------------------------------- | ----- | ----- | ----- | ----- |
| Unabhängige Wählergemeinschaft Aislingen | 73,2  | 9     | 74,2  | 9     |
| Freie Wählervereinigung Baumgarten       | 26,8  | 3     | 25,8  | 3     |
| Gesamt                                   | 100,0 | 12    | 100,0 | 12    |
| Wahlbeteiligung in %                     | 77,7  | 77,7  | 66,6  | 66,6  |

### Bürgermeister
Bürgermeister ist seit 2008 Jürgen Kopriva (UWG); er wurde am 15. März 2020 mit 56,7 % für weitere sechs Jahre im Amt bestätigt.

### Wappen
| | Blasonierung: „Gespalten von Rot und Silber; vorne auf grünem Berg eine silberne Kapelle mit Kuppeldach und Laterne, hinten eine dreilatzige, golden befranste rote Sturmfahne an drei goldenen Ringen.“ |
| Wappenbegründung: Das Wappen zeigt in der vorderen Schildhälfte das Wahrzeichen des Ortes, die dem hl. Sebastian geweihte Aislinger Kapelle, ein fünfeckiger Zentralbau aus der Zeit von 1629/30. Die dreilatzige, golden befranste Sturmfahne, das sogenannte Gonfanon, ist das Wappenzeichen der Grafen von Werdenberg. Sie waren von 1280 bis 1489 Grundherren in Aislingen. Während ihrer Ortsherrschaft wurde Aislingen im 14. Jahrhundert zum Markt erhoben. 1489 verkauften die Grafen ihre Güter in Aislingen an das Hochstift Augsburg, in dessen Besitz es bis zum 19. Jahrhundert blieb. Daran erinnern die Farben Rot und Silber aus dem Hochstiftswappen von Augsburg. | |

## Baudenkmäler
- Katholische Pfarrkirche St. Georg in Aislingen
- Katholische Filialkirche St. Margareta in Aislingen
- Katholische Kapelle St. Sebastian in Aislingen
- Katholische Filialkirche St. Leonhard in Baumgarten
- Katholische Kapelle St. Isidor in Rieder

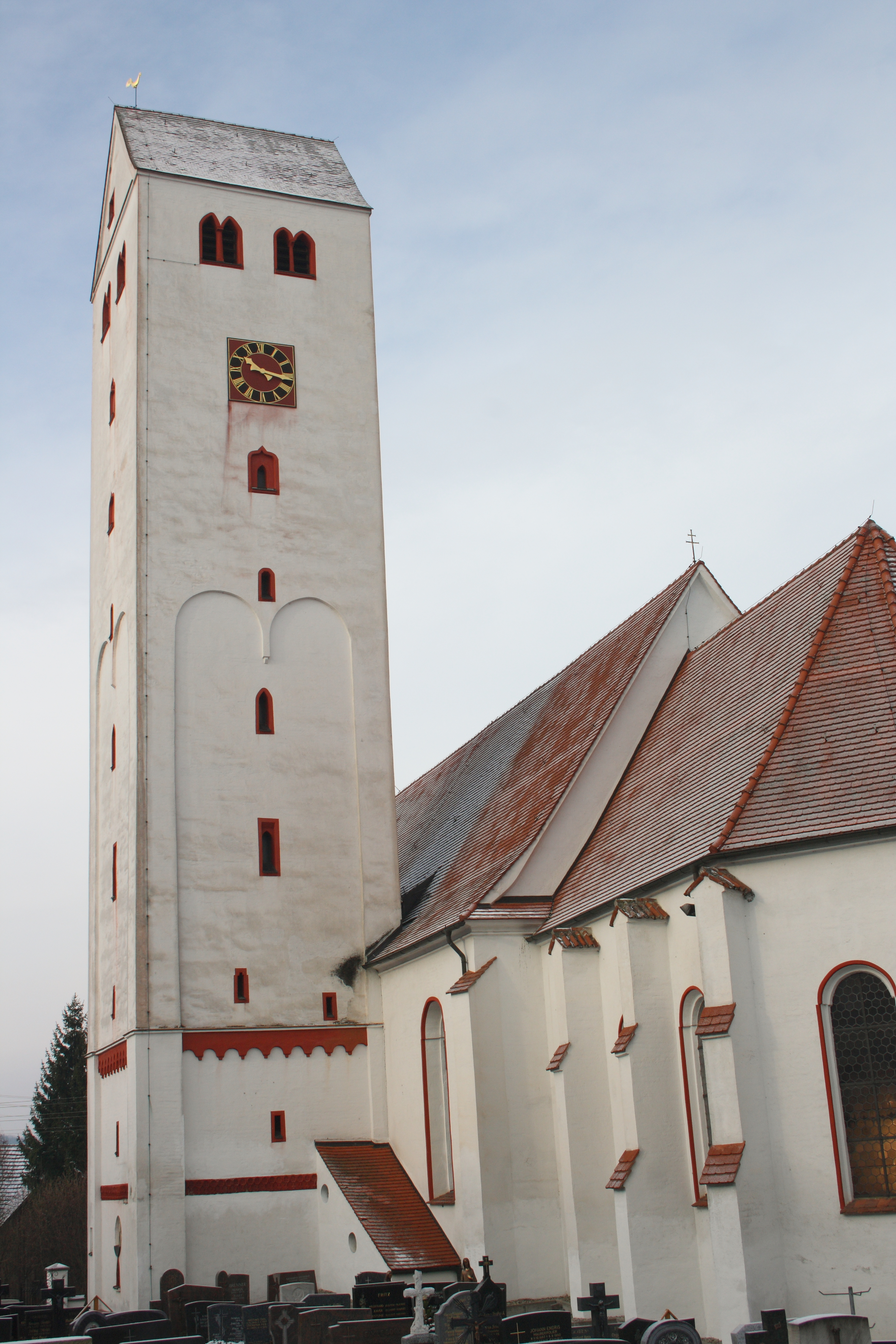
St. Georg (Aislingen)
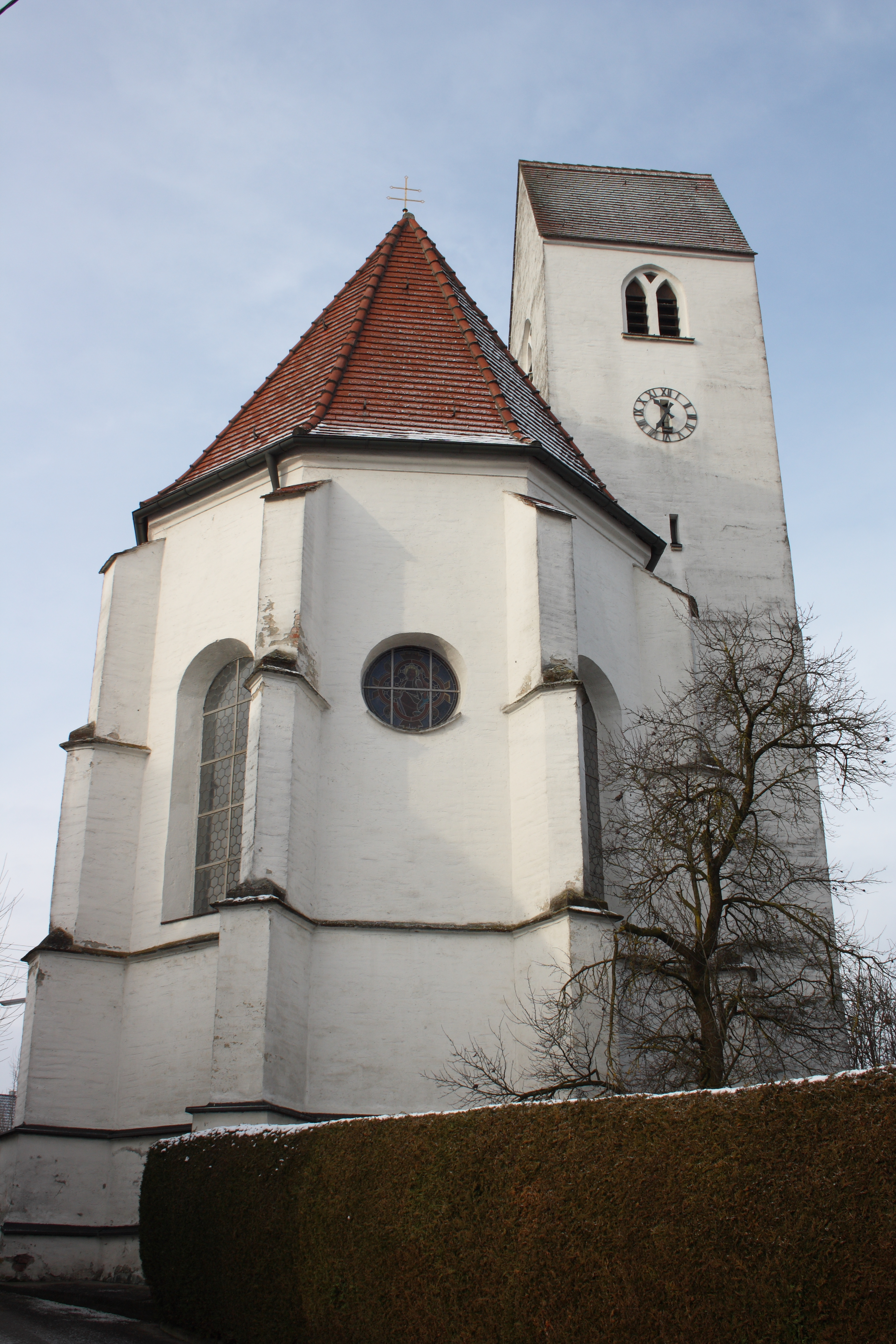
St. Margareta (Aislingen)
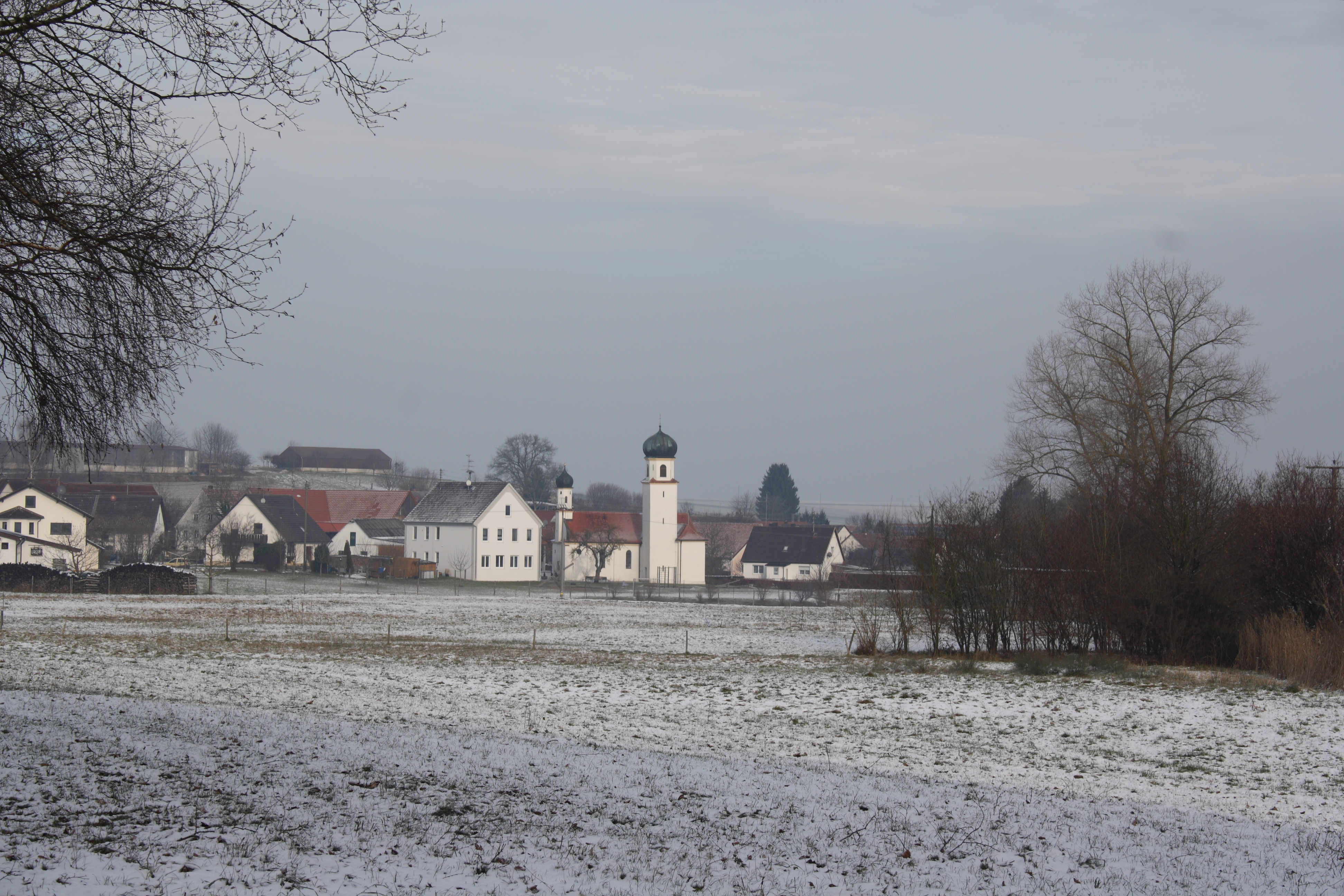
St. Leonhard (Baumgarten)
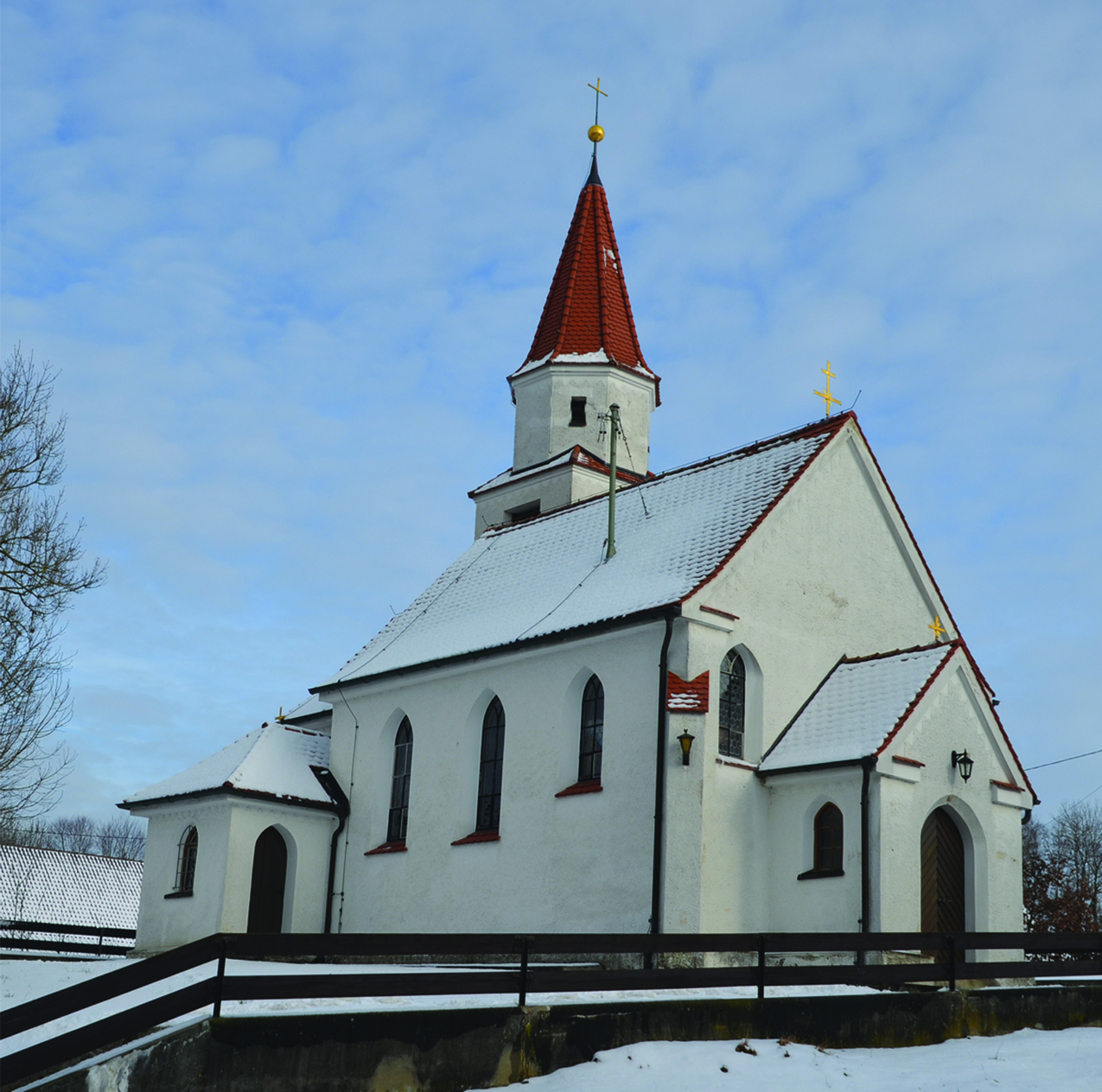
St. Isidor (Rieder)

## Wirtschaft und Infrastruktur

### Wirtschaft einschließlich Land- und Forstwirtschaft
2018 gab es im Ort 203 sozialversicherungspflichtige Arbeitsplätze (2014: 164), davon 156 im produzierenden Gewerbe (2014: 116), 5 in der Land- und Forstwirtschaft (2014: 0) sowie 17 bei Unternehmensdienstleistern (2014: 9). Von der Wohnbevölkerung standen 567 Personen in einem sozialversicherungspflichtigen Arbeitsverhältnis (2014: 571 Personen). Die Zahl der Auspendler überwog die der Einpendler um 364 (2014: 407). 2016 gab es 47 landwirtschaftliche Betriebe (2010: 46). 1662 ha des Gemeindegebietes waren landwirtschaftlich genutzt (2010: 1461 ha), davon 1490 ha als Ackerland (2010 1272 ha).

### Ansässige Unternehmen
Die größten Unternehmen (Stand 2020) sind:
- Kerner Maschinenbau
- Zimmerei Oberlander
- Mayershofer Mühle

### Bildung
- Es gibt einen Kindergarten mit 50 Plätzen.